# Ardon Jashari
Ardon Jashari, né le 30 juillet 2002 à Cham en Suisse, est un footballeur international suisse qui évolue au poste de milieu de terrain à l’AC Milan.

## Biographie
Ardon Jashari est né à Cham, dans le canton alémanique de Zoug, dans une famille d’origine albanaise de Macédoine du Nord,,.

### En club

#### Débuts professionnels et affirmation sous Mario Frick (2020-2022)
Jashari fait ses débuts professionnels avec Lucerne le 31 juillet 2020, remplaçant Mark Marleku (en) lors d'une victoire 2-1 contre le FC Zürich en Super League, alors qu'il vient juste de fêter son 18e anniversaire la veille,.
Si c'est sous Fabio Celestini qu'il fait ses débuts, Ardon Jashari va réellement intégrer l'équipe première du FCL après l'arrivée de Mario Frick,, qui lui offre sa première titularisation dès son premier match comme entraîneur du club le 30 janvier 2022.
S'imposant comme titulaire et élément central de son équipe lors de la deuxième partie de saison 2021-22, il permet aux siens d'arracher un maintien inespéré alors que Frick avait récupéré un club bon dernier du championnat. Déjà buteur en championnat le 1er mai lors d'une victoire 3-0 contre Lausanne, il inscrit une réalisation primordiale lors de la double confrontation victorieuse en barrage, face au FC Schaffhouse.

#### Titulaire et capitaine du FC Lucerne (2022-2024)
À l'été 2022, alors qu'il commence déjà à attirer les regards d'autres clubs, il signe une prolongation de contrat, le liant au FCL jusqu'en 2026.
La saison suivante, il prend encore une autre dimension dans l'effectif lucernois : titulaire incontestable au poste de milieu défensif, il est même nommé vice-capitaine par Frick, supplantant Marco Burch. Il porte pour la première fois le brassard le 23 juillet 2022, lors du match d'ouverture de Lucerne contre le FC Zurich, alors même qu'il est à 19 ans le plus jeune titulaire des 22 joueurs sur le terrain.
Alors que l'expérimenté capitaine Christian Gentner ne débute plus les matchs que par intermittence, c'est ainsi Jashari qui porte le plus le brassard en ce début de saison,.
Début septembre 2022, il brille notamment lors de la victoire contre le FC Winterthour en championnat, auteur de deux passes décisives — dont une après avoir dribblé et éliminé par la passe toute la défense — et jouant un rôle central dans cette victoire 6-0 à l'extérieur, ce qui lui vaut d'être élu meilleur joueur de 8e journée de Super League,.
Devenu international suisse à la fin du mois, il est alors le premier joueur du FC Lucerne à disputer une rencontre internationale depuis plus de 10 ans et la sélection d'Alain Wiss.

#### Club Bruges (depuis 2024)
Ardon Jashari signe un contrat de quatre ans au Club Bruges KV en avril 2024 et rejoint le club à la fin de la saison 2023-2024. Il ne met pas longtemps à s'adapter chez les Gazelles car dès le début du mois d'octobre, il est titulaire et fait particulièrement impression lors de la rencontre de Ligue des Champions face à l'AC Milan, le 22 octobre 2024, lors de laquelle, après l'exclusion de Raphael Onyedika peu avant le repos, il maintient le milieu brugeois à lui tout seul, permettant au Club de tenir la dragée haute aux Milanais, avant de craquer dans la dernière demi-heure.
Début mai 2025, le Club Bruges et lui-même remportent la 12e Coupe de Belgique après avoir battu le RSC Anderlecht 2-1 en finale.
A la fin du même mois, il reçoit les prix du meilleur joueur et du meilleur talent de la Jupiler Pro League, selon le vote de ses pairs.

### En sélections nationales
Déjà international suisse en équipe de jeunes, ayant connu la sélection espoirs de la Nati, Ardon Jashari est appelé pour la première fois en équipe de Suisse senior le 19 septembre 2022, à la suite du forfait de Noah Okafor,.
Il reste d'abord sur le banc lors de la victoire historique chez l'Espagne, avant de faire ses débuts avec la sélection le 27 septembre 2022 contre la Tchéquie, lors d'une deuxième victoire 2-1 en Ligue des nations, remplaçant Remo Freuler dans la fin du temps réglementaire,.
Le 9 novembre 2022, il est sélectionné par Murat Yakın pour participer à la Coupe du monde 2022.
En juin 2024, il figure dans la liste de 26 joueurs appelés par Murat Yakın pour l'Euro 2024.

## Palmarès
Club Bruges KV (1)
- Coupe de Belgique
  - Vainqueur : 2024-2025